# Оксино (Московская область)

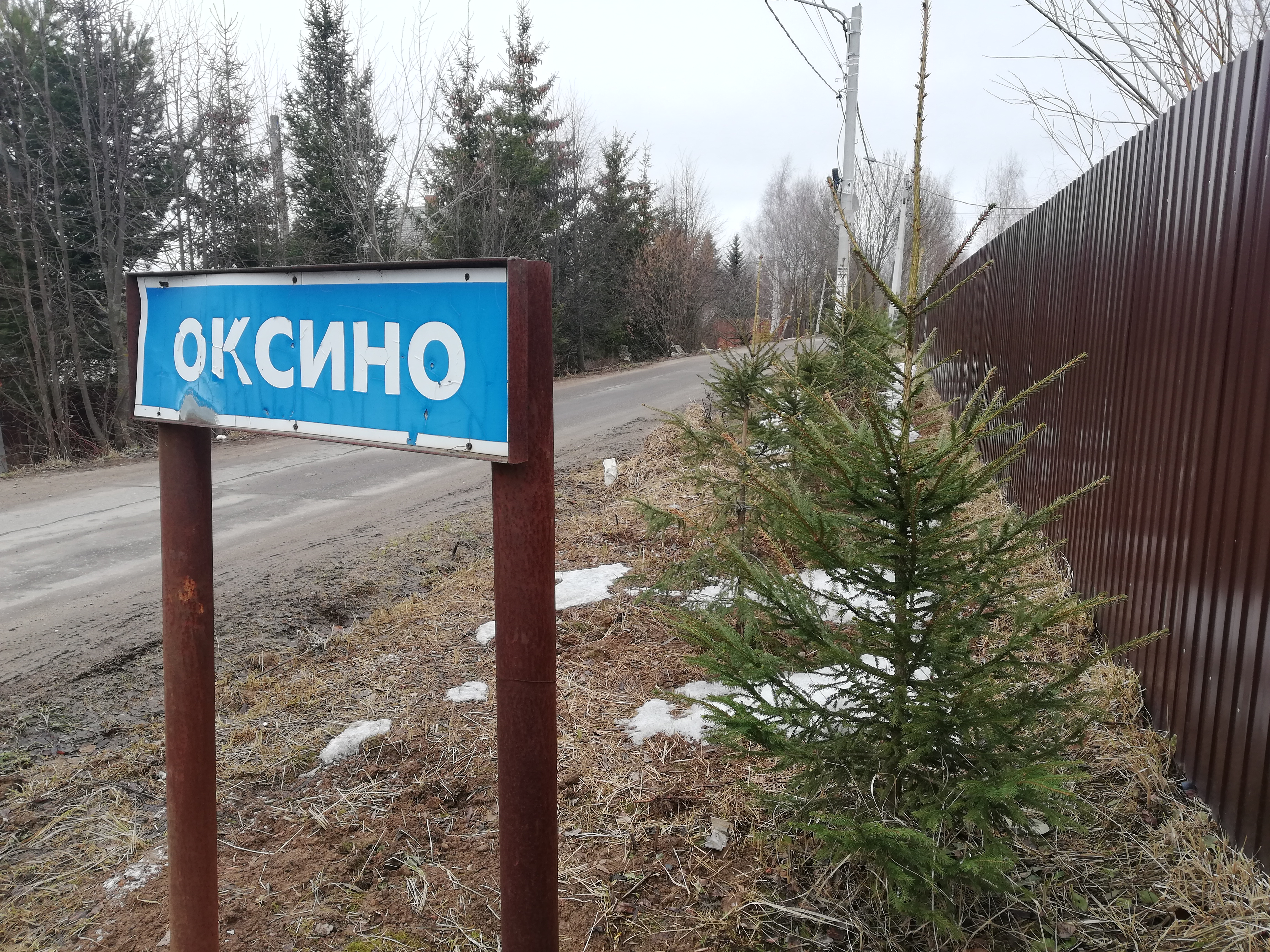
Указатель въезда в деревню

Оксино — деревня в Чеховском районе Московской области, в составе муниципального образования сельское поселение Баранцевское (до 29 ноября 2006 года входила в состав Баранцевского сельского округа).

## Население
| 2002 | 2006 | 2010 |
| ---- | ---- | ---- |
| 37   | ↘32  | ↘31  |

## География
Оксино расположено примерно в 18 км (по шоссе) на юго-восток от Чехова, на безымянном правом притоке реки Люторка (левый приток Лопасни), высота центра деревни над уровнем моря — 173 м. На 2016 год в Оксино зарегистрировано 3 улицы и 6 садовых товариществ.